# Kukuljani
 Kukuljani  (olaszul: Cucugliani ) falu Horvátországban, a Tengermellék-Hegyvidék megyében. Közigazgatásilag Jelenjéhez tartozik.

## Fekvése
Fiumétól 8 km-re északra, községközpontjától 4 km-re északnyugatra  a Rječina jobb partján fekszik.

## Története
A településnek 1890-ben 233, 1910-ben 255 lakosa volt. A trianoni békeszerződésig Modrus-Fiume vármegye Sušaki járásához tartozott. 2011-ben 86 lakosa volt.

## Lakosság
| Lakosság változása | Lakosság változása | Lakosság változása | Lakosság változása | Lakosság változása | Lakosság változása | Lakosság változása | Lakosság változása | Lakosság változása | Lakosság változása | Lakosság változása | Lakosság változása | Lakosság változása | Lakosság változása | Lakosság változása | Lakosság változása |
| ------------------ | ------------------ | ------------------ | ------------------ | ------------------ | ------------------ | ------------------ | ------------------ | ------------------ | ------------------ | ------------------ | ------------------ | ------------------ | ------------------ | ------------------ | ------------------ |
| 1857               | 1869               | 1880               | 1890               | 1900               | 1910               | 1921               | 1931               | 1948               | 1953               | 1961               | 1971               | 1981               | 1991               | 2001               | 2011               |
| 0                  | 0                  | 233                | 228                | 255                | 255                | 0                  | 0                  | 116                | 127                | 122                | 119                | 101                | 81                 | 82                 | 86                 |

## Nevezetességei
A településtől 3 km-re északra a hegyek közt egy festői völgyben egy karsztbarlangból bukkan elő a Recsina (Rječina) patak.